# Cantone di Crépy-en-Valois
Il Cantone di Crépy-en-Valois è una divisione amministrativa dell'arrondissement di Senlis.
A seguito della riforma approvata con decreto del 20 febbraio 2014, che ha avuto attuazione dopo le elezioni dipartimentali del 2015, il numero dei suoi comuni non ha subìto modifiche.

## Composizione
I 25 comuni facenti parte prima della riforma del 2014 erano:
- Auger-Saint-Vincent
- Béthancourt-en-Valois
- Béthisy-Saint-Martin
- Béthisy-Saint-Pierre
- Bonneuil-en-Valois
- Crépy-en-Valois
- Duvy
- Éméville
- Feigneux
- Fresnoy-la-Rivière
- Gilocourt
- Glaignes
- Morienval
- Néry
- Ormoy-Villers
- Orrouy
- Rocquemont
- Rouville
- Russy-Bémont
- Saintines
- Séry-Magneval
- Trumilly
- Vauciennes
- Vaumoise
- Vez

Dal 2015 i comuni appartenenti al cantone sono i seguenti 25:
- Auger-Saint-Vincent
- Béthancourt-en-Valois
- Béthisy-Saint-Martin
- Béthisy-Saint-Pierre
- Bonneuil-en-Valois
- Crépy-en-Valois
- Duvy
- Éméville
- Feigneux
- Fresnoy-la-Rivière
- Gilocourt
- Glaignes
- Morienval
- Néry
- Orrouy
- Rocquemont
- Russy-Bémont
- Saintines
- Saint-Vaast-de-Longmont
- Séry-Magneval
- Trumilly
- Vauciennes
- Vaumoise
- Verberie
- Vez